# Espalhamento
O espalhamento é o processo físico em que determinada forma de energia (radiação eletromagnética, partículas em movimento, ou som) ao se propagar em uma trajetória linear sofre uma alteração de caminho devido às interações com o meio pelo qual atravessam. O espalhamento também inclui o desvio da radiação por reflexão. Reflexões que sofrem espalhamento são frequentemente chamadas de reflexões difusas e reflexões especulares (semelhantes a espelhos).

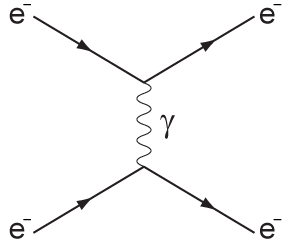
Diagrama de Feynman da dispersão entre dois elétrons pela emissão de um fóton virtual.

No caso de espalhamento de partículas, é resultado de colisões entre moléculas, átomos, elétrons, fótons e outras partículas. Exemplos incluem: dispersão de raios cósmicos na atmosfera superior da Terra; colisões de partículas dentro de aceleradores de partículas; espalhamento de elétrons por átomos de gás em lâmpadas fluorescentes; e espalhamento de nêutrons dentro de reatores nucleares.
No meio de propagação, os tipos de não uniformidade que podem causar espalhamento, às vezes conhecidos como dispersores ou centros de dispersão, são numerosos demais para serem listados, mas uma pequena amostra inclui partículas, bolhas, gotículas, flutuações de densidade em fluidos, cristalitos em sólidos policristalinos, defeitos em sólidos monocristalinos rugosidade superficial, células em organismos e fibras têxteis em roupas. Os efeitos de tais características no caminho de quase qualquer tipo de onda de propagação ou partícula móvel podem ser descritos na estrutura da teoria de espalhamento.
Algumas áreas onde o espalhamento e a teoria de espalhamento são significativas incluem sensoriamento por radar, ultrassom médico, inspeção de wafer semicondutor, monitoramento de processo de polimerização, revestimento acústico, comunicações de espaço livre e imagens geradas por computador. A teoria da dispersão de partícula-partícula é importante em áreas como física de partículas, física atômica, molecular e óptica, física nuclear e astrofísica.

## Classificação
Espalhamento simples: quando a radiação é apenas espalhada por um centro de dispersão localizado, isso é chamado de espalhamento único. É muito comum que os centros de dispersão sejam agrupados; nesses casos, a radiação pode se espalhar muitas vezes, no que é conhecido como espalhamento múltipla. A principal diferença entre os efeitos do espalhamento simples e múltiplo é que o primeiro pode ser tratado como um fenômeno aleatório e o segundo pode ser modelado como um processo mais determinístico onde os resultados combinados de um grande número de eventos de dispersão tendem a uma média. O espalhamento múltiplo pode, portanto, ser bem modelado com a teoria de espalhamento.
Como a localização de um único centro de dispersão geralmente não é bem conhecida em relação ao caminho da radiação, o resultado, que tende a depender fortemente da trajetória exata de entrada, parece aleatório para um observador. Este tipo de espalhamento seria exemplificado por um elétron sendo disparado em um núcleo atômico. Neste caso, a posição exata do átomo em relação ao caminho do elétron é desconhecida e seria imensurável, então a trajetória exata do elétron após a colisão não pode ser prevista. O espalhamento único é, portanto, freqüentemente descrito por distribuições de probabilidade.

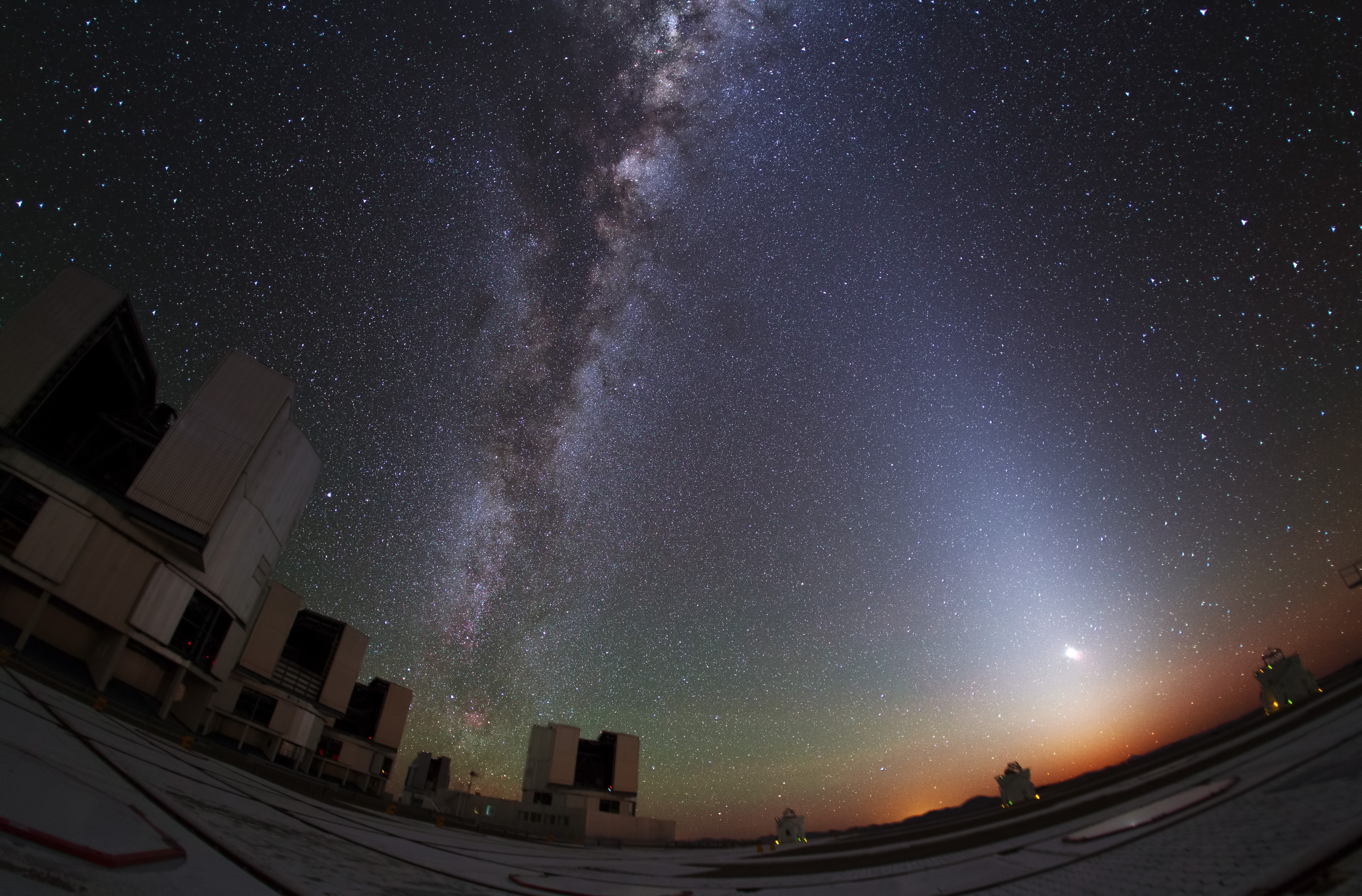
A luz zodiacal é um brilho fraco e difuso, visível no céu noturno. O fenômeno deriva da dispersão da luz solar pela poeira interplanetária espalhada pelo plano do Sistema Solar.

Espalhamento múltiplo: neste tipo a aleatoriedade da interação tende a ser calculada através do grande número de eventos de espalhamento, de modo que o caminho final da radiação parece ser uma distribuição determinística da intensidade. Isto é exemplificado por um feixe de luz que passa através da névoa espessa. O espalhamento múltiplo é altamente análogo à difusão, e os termos dispersão e difusão múltipla são intercambiáveis em muitos contextos. Elementos ópticos projetados para produzir dispersão múltipla são, portanto, conhecidos como difusores.
Nem todo espalhamento único é aleatório. Um feixe de laser bem controlado pode ser posicionado exatamente para dispersar uma partícula microscópica com um resultado determinístico, por exemplo. Tais situações também são encontradas na dispersão de radar, onde os alvos tendem a ser objetos macroscópicos, como pessoas ou aeronaves.
Da mesma forma, o espalhamento múltiplo às vezes pode ter resultados aleatórios, particularmente com radiação coerente. As flutuações aleatórias na intensidade dispersa da radiação coerente são chamadas de speckles. O speckle também ocorre se várias partes de uma onda coerente se espalham de diferentes centros. Em certas circunstâncias raras, o espalhamento múltiplo pode envolver apenas um pequeno número de interações, de modo que a aleatoriedade não seja completamente calculada. Estes sistemas são considerados alguns dos mais difíceis de modelar com precisão.
A descrição do espalhamento e a distinção entre espalhamento único e múltiplo estão intimamente relacionados à dualidade onda-partícula.

## Teoria de espalhamento
Artigo principal: Teoria de espalhamento
A teoria da dispersão ou espalhamento é uma estrutura para estudar e compreender a dispersão de ondas e partículas. Prosaicamente, o espalhamento de onda corresponde à colisão e dispersão de uma onda com algum objeto material, por exemplo, a luz solar espalhada pelas gotas de chuva para formar um arco-íris. A dispersão também inclui a interação de bolas de bilhar em uma mesa, o espalhamento de Rutherford (ou mudança de ângulo) de partículas alfa por núcleos de ouro, o espalhamento de Bragg (ou difração de elétrons) e raios X por um aglomerado de átomos e o espalhamento inelástico de um fragmento de fissão ao atravessar uma folha fina. Mais precisamente, o espalhamento consiste no estudo de como soluções de equações diferenciais parciais, propagando-se livremente "no passado distante", se juntam e interagem umas com as outras ou com uma condição de contorno, e então se propagam "para o futuro distante".

## Coeficiente de espalhamento
O coeficiente de espalhamento μs [cm−1] descreve um meio que contém muitas partículas espalhadoras em uma concentração descrita por uma densidade volumétrica ρ [cm3]; o coeficiente de espalhamento é essencialmente a seção de choque σs por unidade de volume do meio.
{\displaystyle \mu _{s}=\left({\frac {\sigma _{s}}{\rho }}\right)}
O recíproco do coeficiente de espalhamento pode ser entendido como a distancia média que a partícula viaja antes de interagir com o meio, ou seja, ser espalhado.

## Radiologia
Espalhamento em Radiologia, trata-se da mudança de direção de um fóton com ou sem perda de energia. O espalhamento pode ser:
- Molecular ou Rayleigh
- Mie
- Não Seletivo